# Манасян, Нарек
Нарек Манасян (арм. Նարեկ Մանասյան; род. 17 апреля 1996, Ереван, Армения) — перспективный армянский боксёр-любитель, выступающий в полутяжёлой и тяжёлой весовых категориях. Член сборной Армении по боксу, бронзовый призёр чемпионата мира (2023), бронзовый призёр чемпионата Европы (2022), двукратный чемпион Армении (2016, 2021), бронзовый призёр Юношеских Олимпийских игр (2014), бронзовый призёр чемпионата мира среди молодежи (2014), многократный победитель и призёр международных и национальных турниров в любителях.

## Биография
Нарек Манасян родился 17 апреля 1996 года в городе Ереване, в Армении.

## Любительская карьера

### 2011—2014 годы
В июле 2011 года участвовал в чемпионате мира среди юношей (15—16 лет) в Астане (Казахстан), в весе до 70 кг, где он в 1/8 финала по очкам победил боксёра из Израиля Евгения Мартыненко, но в четвертьфинале по очкам проиграл южнокорейскому боксёру Ин-Ги Хону.
В апреле 2014 года стал бронзовым призёром в весе до 81 кг на 4-м чемпионате мира по боксу среди молодежи (17—18 лет) в Софии (Болгария). Где он 1/16 по очкам победил грузина Рати Талахадзе, затем в 1/8 финала по очкам победил албанца Юргена Улдедая, в четвертьфинале по очкам (3:0) победил поляка Рафала Сташевского, но в полуфинале по очкам (0:3) проиграл болгарину Благою Найденову, — который в итоге стал молодёжным чемпионом мира 2014 года.
В августе 2014 года снова стал бронзовым призёром в весе до 81 кг на 2-х летних Юношеских Олимпийских играх в Нанкине (Китай). Тогда он в четвертьфинале по очкам (3:0) победил турка Мехмета Уфука Текнечи, в полуфинале, — в конкурентном бою, по очкам (1:2) проиграл казахстанцу Вадиму Казакову, но зато в борьбе за третье место он по очкам (2:1) победил британца Виддала Райли.

### 2016—2017 годы
В 2016 году стал чемпионом Армении в весе до 91 кг, на чемпионате проходившем в Ереване, в финале победив Хенрика Саргсяна.
В июне 2017 года участвовал в чемпионате Европы в Харькове (Украина), в категории до 91 кг, где он в 1/16 финала соревнований со счётом 5:0 победил опытного турка Бурака Аксина, но в 1/8 финала по очкам (1:4) решением большинства судей проиграл опытному россиянину Евгению Тищенко, — который в итоге стал чемпионом Европы 2017 года.

### 2020—2021 годы
В 2020 году началась коронавирусная пандемия COVID-19, жёсткий коронавирусный карантин в Армении и по всей Европе и отсутствие соревновательной практики.
В феврале 2021 года стал серебряным призёром в весе до 91 кг представительного международного турнира «Странджа» проходившего в Софии (Болгария), где он в финале по очкам раздельным решением судей проиграл болгарину Радославу Панталееву.
В начале июня 2021 года в Париже (Франция) он участвовал в Европейском Олимпийском квалификационном турнире, в категории до 91 кг, где он в 1/16 финала соревнований по очкам (5:0) победил опытного венгра Адама Хамори, но в 1/8 финала, в конкурентном бою, по очкам (2:3) проиграл опытному британцу Чивону Кларку, и не смог квалифицироваться на Олимпийские игры 2020 года в Токио (Япония).
В сентябре 2021 года вновь стал чемпионом Армении в весе до 91 кг, на чемпионате проходившем в Ереване, в финале победив Геворга Овакимяна.
И в конце октября 2021 года в Белграде (Сербия), участвовал в чемпионате мира в категории до 92 кг, где он в 1/32 финала проиграл по очкам (0:5) итальянцу Азизу Аббесу Мухийдину, — который в итоге стал серебряным призёром чемпионата мира 2021 года.

### 2022—2024 годы
В мае 2022 года стал бронзовым призёром чемпионата Европы в Ереване (Армения), в весе до 92 кг. Где он в 1/8 финала соревнований досрочно техническим нокаутом во 2-м раунде победил боксёра из Словакии Давида Михалека, затем в четвертьфинале по очкам (5:0) победил греческого боксёра Вагкана Нанитцаняна, но в полуфинале по очкам проиграл опытному испанцу Энмануэлю Рейесу, — который в итоге стал серебряным призёром чемпионата Европы 2022 года.
В октябре 2023 года, в Будве (Черногория) стал чемпионом Кубка Европы EUBC Cup 2023, где он в полуфинале по очкам со счётом 5:0 победил грека Вагкана Нанитцаняна, и в финале победил не вышедшего на бой итальянца Азиза Аббеса Мухийдина.
В марте 2024 года, в городе Бусто-Арсицио (Италия) участвовал в 1-м мировом Олимпийском квалификационном турнире, где он дошёл до 1/8 финала в весе до 92 кг, в котором по очкам со счётом 1:4 проиграл американцу Джамару Талли, и не смог завоевать лицензию для участия в Парижской Олимпиаде-2024.
В апреле 2024 года, в Белграде (Сербия) стал финалистом чемпионата Европы, где он в четвертьфинале по очкам со счётом 4:1 победил молдаванина Андрея Заплитного, в полуфинале по очкам победил азербайджанца Лорена Альфонсо Домингеса, и теперь в финале выступит против россиянина Муслима Гаджимагомедова.